# Teratai Prima
Teratai Prima là một chiến phà của Indonesia đã chìm Chủ Nhật ngày 11 tháng 1, 2009 vào khoảng 4:00 giờ địa phương (10 tháng 1, 21:00 giờ phối hợp quốc tế) tại Eo biển Makassar ngoài khơi Sulawesi Barat do bão kết hợp với Xoáy thuận nhiệt đới Charlotte. Những ngưới sống sót tường thuật rằng chiếc phà bị sóng 4m đánh.

## Tai nạn
Có khoảng 250 hành khách và 17 thủy thủ đã có mặt trên chiếc phà khi phà bị lật vì sóng lớn trong một trận bão dữ dội ở Trung bộ Indonesia, cách bờ biển phía Tây của hòn đảo Sulawesi khoảng 50 km. Các viên chức sợ rằng hầu hết những người trên tàu đã bị chết đuối. Ngày 11 tháng 1, 22 người sống sót đã được các thuyền đánh cá cứu vớt khi họ đang trôi giạt trên ba chiếc bè cứu sinh, người thứ 23 được cứu ngày 12 tháng 1, nhưng số phận của những người khác vẫn chưa rõ ràng.
Bộ trưởng Giao thông Vận tải Jusman Syafi'i Djamal nói viên thuyền trưởng - ở trong số những người đã được cứu sống - báo cáo rằng 150 người đã nhảy ra khỏi tàu trước khi chiếc tàu bị chìm, nhưng ông không biết số phận của họ ra sao. "Chúng tôi đã chuẩn bị một cuộc tìm kiếm và cấp cứu, nhưng sóng lớn cản trở việc tiến hành," ông Djamal nói.
Chiếc phà Teratai Prima trọng tải 700 tấn đã chìm trong lúc trên đường từ hải cảng Pare-Pare ở phía Tây nằm trên hòn đảo Sulawesi để tới Samarinda, thuộc Đông Kalimantan, nằm trên phần Borneo của Indonesia. Chiếc tàu, chở theo khoảng 18 tấn hàng hóa, trước khi chìm đã đánh điện nói rằng nó gặp một trận bão, theo lời ông Nurwahida, một viên chức hải cảng.

## Nguyên nhân
Thuyền bè là hình thức chuyên chở chính ở Indonesia, một quần đảo với hơn 17.000 hòn đảo và một dân số hơn 250 triệu người. Những quy tắc an toàn không được thực thi một cách nghiêm chỉnh và tình trạng chuyên chở quá đông đã gây ra những tai nạn giết chết hàng trăm mạng người mỗi năm. Vào tháng 12 năm 2006, một chiếc phà đông nghẹt người đã vỡ và chìm trong vùng biển Java trong một trận bão dữ dội, giết chết hơn 400 người.